# Vintrie
Vintrie is een plaats en buitenwijk van de gemeente Malmö in het landschap Skåne en de provincie Skåne län. De plaats heeft 338 inwoners (2005) en een oppervlakte van 19 hectare. De plaats is ook onderdeel van 2 verschillende stadsdelen, namelijk Limhamn-Bunkeflo en Hyllie twee van de 10 stadsdelen waarin de gemeente Malmö is op gedeeld.